# Catalaphyllia jardinei
Catalaphyllia jardinei е вид корал от семейство Caryophylliidae. Възникнал е преди около 0,0117 млн. години по времето на периода кватернер. Видът е уязвим и сериозно застрашен от изчезване.

## Разпространение и местообитание
Разпространен е в Австралия, Британска индоокеанска територия, Вануату, Виетнам, Джибути, Йемен, Индия, Индонезия, Камбоджа, Кения, Коморски острови, Мавриций, Мадагаскар, Майот, Малайзия, Малдиви, Микронезия, Мозамбик, Нова Каледония, Палау, Папуа Нова Гвинея, Провинции в КНР, Реюнион, Сейшели, Сингапур, Соломонови острови, Сомалия, Тайван, Тайланд, Танзания, Фиджи, Филипини, Шри Ланка и Япония.
Среща се на дълбочина от 2 до 28 m, при температура на водата от 24,6 до 28,7 °C и соленост 34,1 – 35,1 ‰.